# Нечунаєвська сільська рада
Нечуна́євська сільська рада (рос. Нечунаевский сельский совет) — сільське поселення у складі Шипуновського району Алтайського краю Росії.
Адміністративний центр — село Нечунаєво.

## Населення
Населення — 948 осіб (2019; 1043 в 2010, 1174 у 2002).

## Склад
До складу сільської ради входять:
| Населений пункт | Населення, осіб (2002) | Населення, осіб (2010) |
| --------------- | ---------------------- | ---------------------- |
| Барчиха, селище | 237                    | 216                    |
| Нечунаєво, село | 937                    | 827                    |